# Juli Furtado
Juliana „Juli“ Furtado (* 4. April 1967 in New York City) ist eine ehemalige US-amerikanische Radrennfahrerin und zweifache Weltmeisterin, die Rennen auf der Straße und auf dem Mountainbike bestritt.
Juliana Furtado wuchs in Vermont auf und betrieb von 1981 bis 1987 Skisport und war Mitglied der US-amerikanischen Nationalmannschaft. Nach mehreren schweren Knieverletzungen wandte sie sich dem Radsport zu.
1989 wurde Furtado nationale Meisterin im Straßenrennen. Anschließend bestritt sie hauptsächlich Mountainbike-Rennen. Von 1991 bis 1994 war sie „Overall Champion“ der National Off-Road Biking Association (NORBA), von 1991 bis 1995 gewann sie die nationale Grundig-Rennserie und von 1993 bis 1995 den Weltcup. Zweimal wurde sie Mountainbike-Weltmeisterin: 1990 im Cross Country (als erste) und 1992 im Downhill; damit ist sie einzige Sportlerin, der es gelang, in beiden Disziplinen den Titel zu erringen. 1996 startete Furtado bei den Olympischen Spielen in Atlanta im Cross Country und belegte Rang zehn.
Schon im Verlauf des Olympiajahres fühlte sich Juliana Furtado nicht ganz gesund, und 1997 wurde bei ihr Lupus erythematodes, eine Autoimmunkrankheit, diagnostiziert. Sie musste deshalb ihre aktive Radsportlaufbahn beenden. Sie lebt derzeit in Nordkalifornien und propagiert die nach ihr benannten Mountainbikes, genannt Juliana. 1993 wurde sie in die Mountain Bike Hall of Fame und 2005 in die United States Bicycling Hall of Fame aufgenommen.